# Lockheed Martin F-22 Raptor
Lockheed Martin F-22 Raptor är ett jaktplan som byggdes som en del av USA:s flygvapens ATF-program (Advanced Tactical Fighter, "avancerat taktiskt jaktflygplan"). Det är ett smygflygplan, vilket betyder att det har en mycket låg radar- och IR-signatur. F-22 är ett "femte" generationens enhetsflygplan med mycket god manövrerbarhet. 

## Specifikation/Teknik/Prestanda
F-22:an har utrustats med så kallad vektoriserad dragkraft. Radarn är tillverkad av Northrop Grumman och är av typen AN/APG-77 multimodradar. Flygplanet drivs av två jetmotorer från tillverkaren Pratt & Whitney. Varje motor kan ge en maximal dragkraft (havsnivå) på drygt 150 kilonewton. Dessa, tillsammans med avancerad aerodynamisk utformning ger planet möjlighet att utan att använda efterbrännkammare flyga över 1,5 gånger ljudets hastighet, mach 1,5, så kallad överljudsmarsch (engelska: supercruise). F-22 antas ofta vara världens mest avancerade jaktplan. Den tekniska livslängden planerades till 8000 flygtimmar, varav ca 1200 har förbrukats år 2021.
Det radarabsorberande skrovet har haft en rad problem, bland annat med sårbarhet för regn. Raptorns elektroniska övervakningssystem bedömdes som för känsligt för att flygplanet skulle kunna sättas in i tjänst över Bagdad, där antalet störsignaler var stort på grund av hotet från fjärrdetonerade improviserade bomber.
En annan svaghet upptäcktes under en flygning då planets sensorer överväldigades av kraftiga radarsignaler från närliggande skepp från amerikanska flottan. Flygplanet har också haft problem med syretillförseln till piloten, vilket lett till att hela Raptor-flottan belagts med flygförbud vid två tillfällen. Problemen med syretillförsel hade (2012) pågått i fyra års tid, och ledde till att vissa piloter vägrade flyga planet.

## Beställningar/Leveranser
Den amerikanska försvarsmakten planerade att beställa 750 plan till sitt flygvapen men på grund av flera faktorer slutade beställningen på 195 stycken. En av faktorerna var det höga inköpspriset år 2009 på över 150 miljoner dollar per plan, exkluderat forskning, utveckling, drift, underhåll och sluttillverkningskostnader.
Den 28 oktober 2009 skrev USA:s president Barack Obama under ett dokument för lägre kostnader för den amerikanska försvarsmakten. En av besparingarna var färre F-22 jaktplan. F-22:an beräknas nu mogen kräva ca 12 timmars underhåll för varje flygtimme i luften och varje flygtimme år 2020 kostade 85 325 dollar, 13 % lägre än 2019. Det amerikanska flygvapnet kommer istället koncentrera sina beställningar på det billigare och mindre avancerade F-35 Lightning II.
Försvarsmaktens begäran att 2024 skrota 32 äldre F-22 Raptor Block 20, för att frigöra resurser till att utveckla sjätte generationens flygplan, stoppades återigen.

## Exportförbud
F-22 får inte exporteras till andra länder enligt amerikansk lag.

## Stridsuppdrag
Den 4 februari i samband med Kinesiska ballongincidenten 2023 sköt en F-22 Raptor ner en ballong på 18 km höjd med en AIM-9X luft-till-luft-robot utanför 
Surfside Beach, South Carolina. Nedskjutningen var den första som registrerades av en F-22, och är den högsta luft-till-luft nedskjutningen i historien.

## Galleri

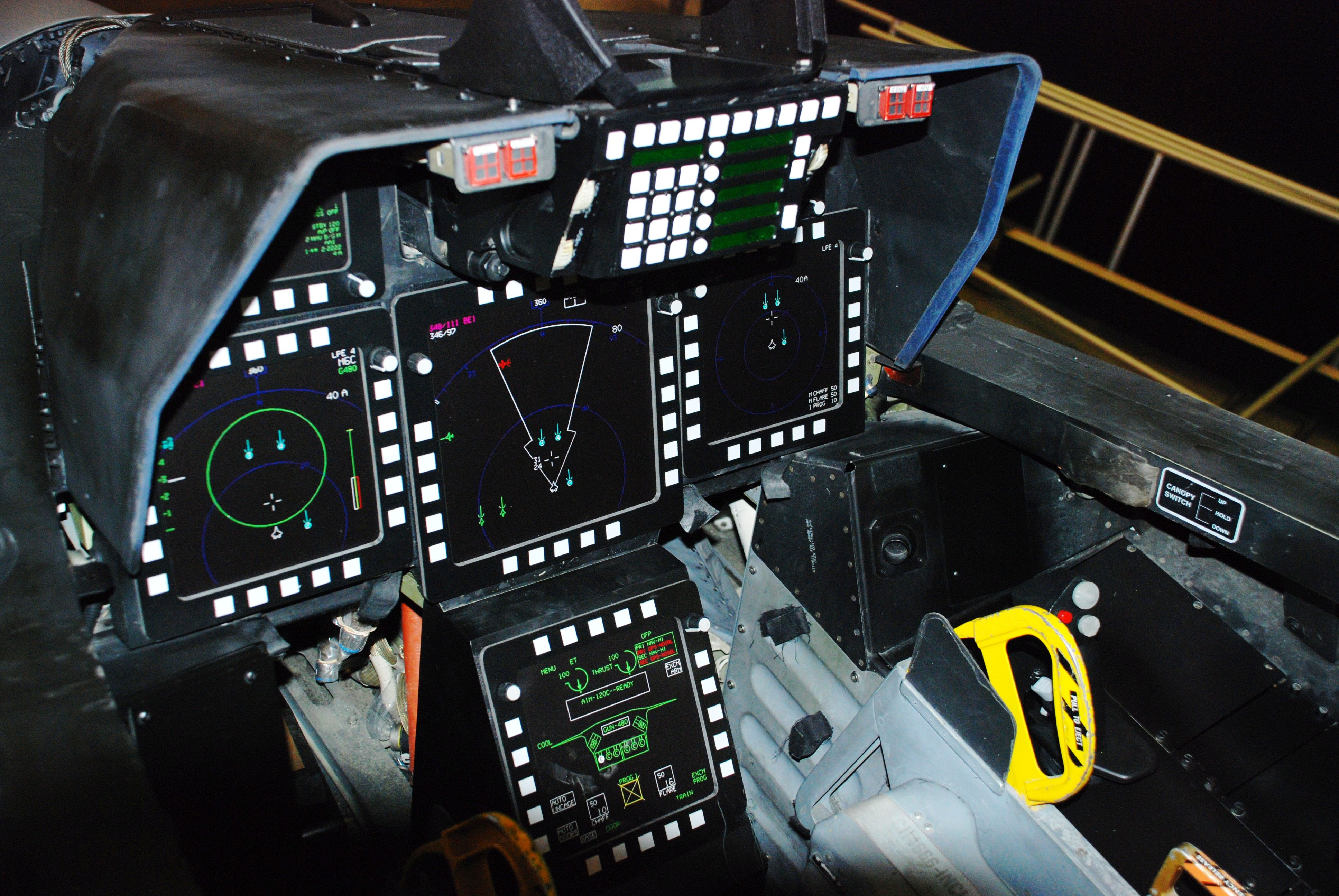
Cockpiten.
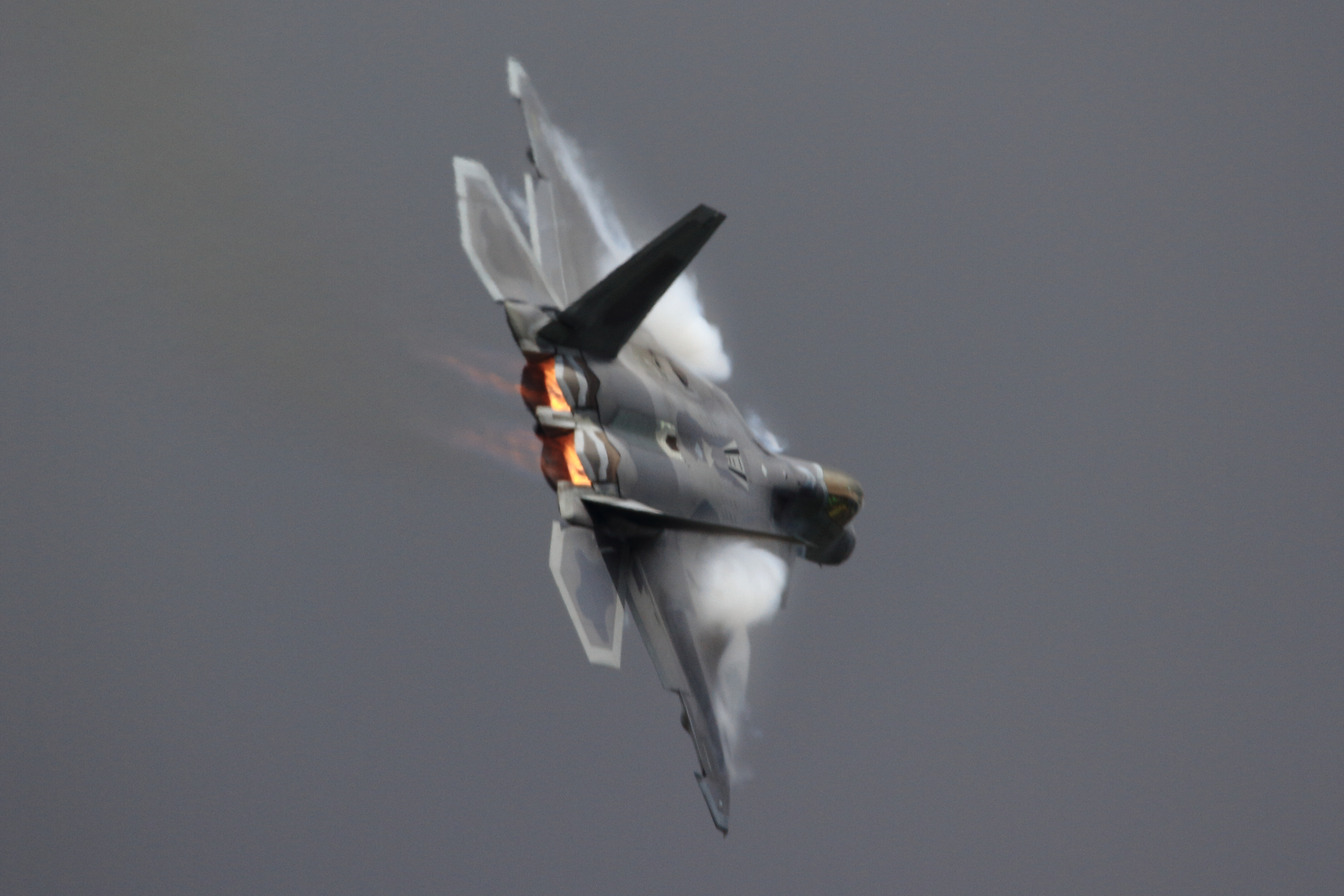
F-22 med efterbrännskammare.
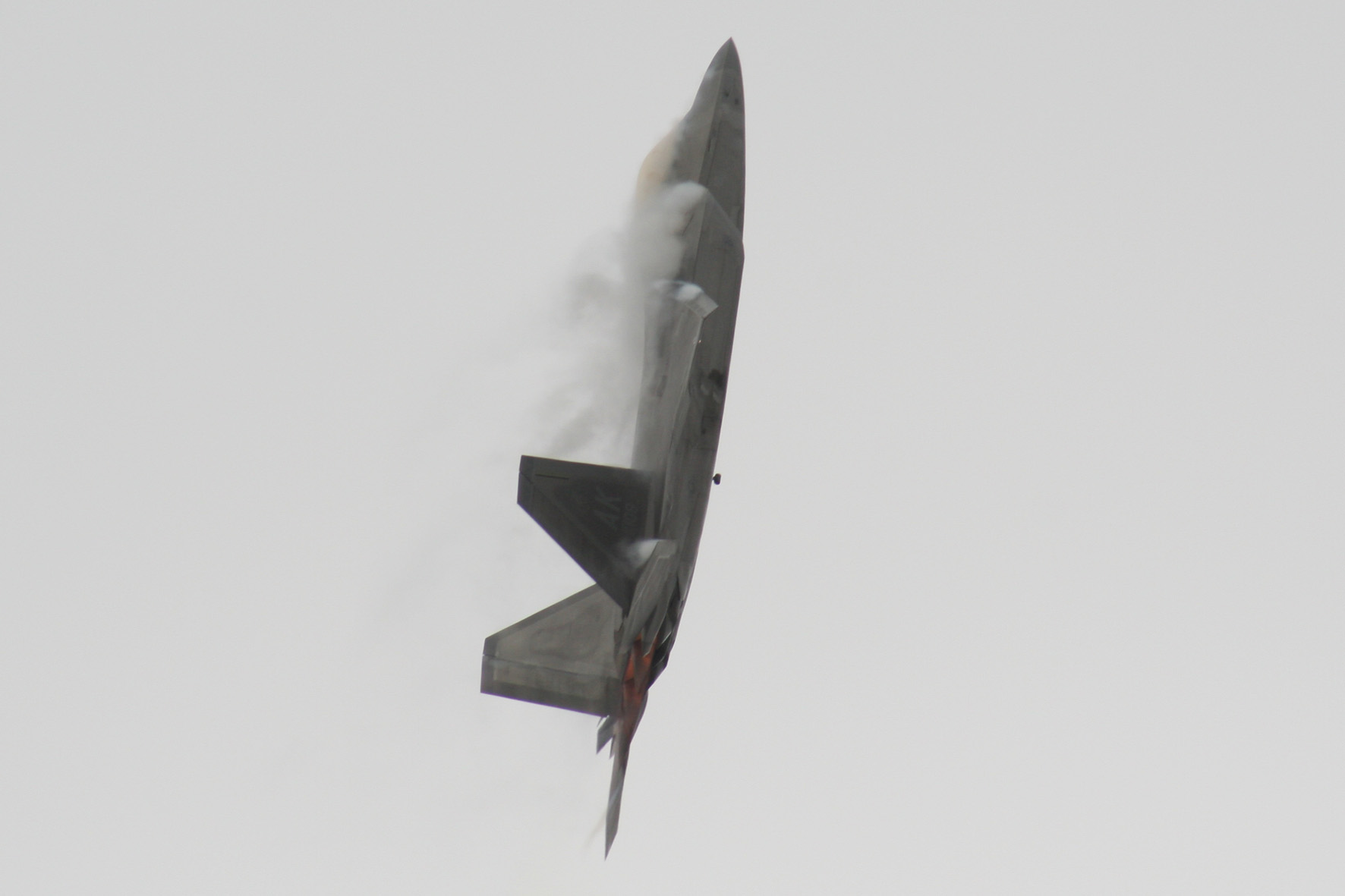
En F-22 gör en poststallmanöver.
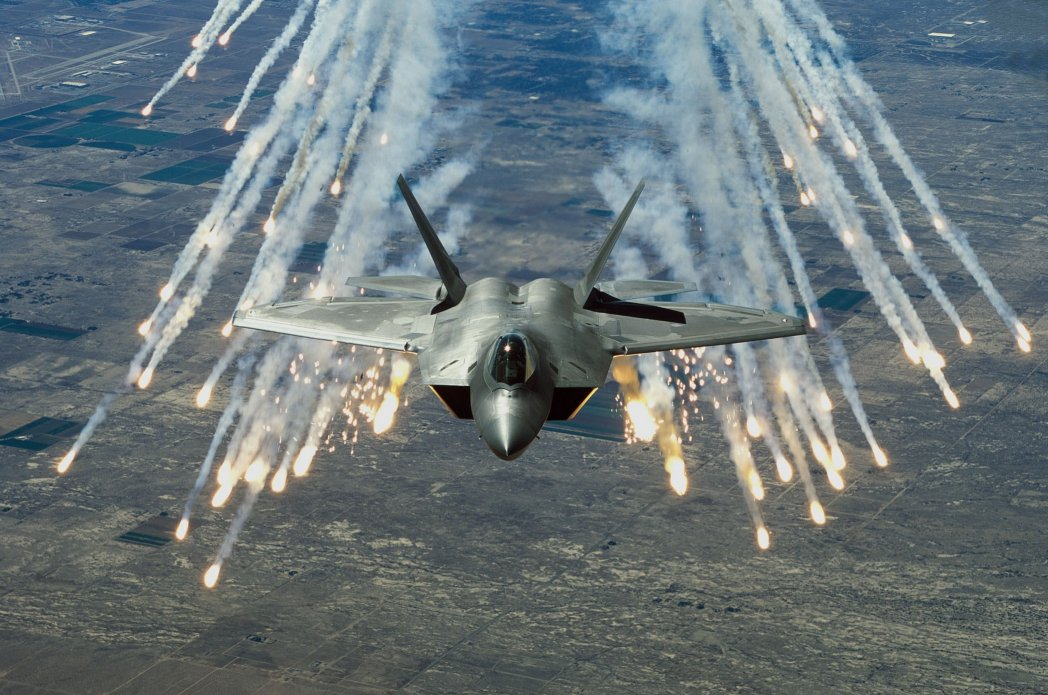
En F-22 släpper ut motmedel.
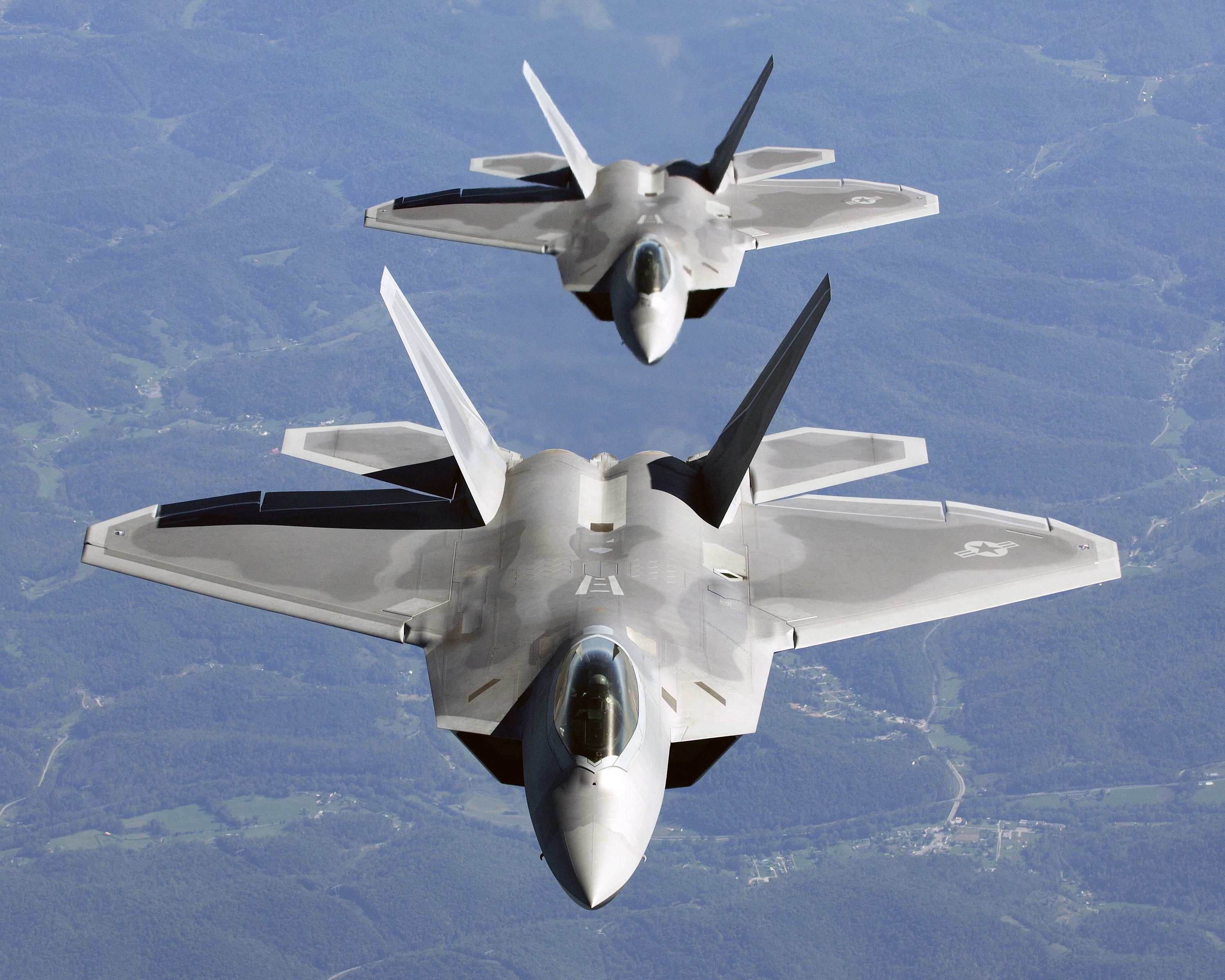
Två F-22 Raptor framifrån.
- Flyguppvisning 2007.